# Johan Heins
Johan Heins (Havelte, 31 de julio de 1947) es un jinete neerlandés que compitió en la modalidad de salto ecuestre.
Ganó una medalla de plata en el Campeonato Mundial de Saltos Ecuestres de 1978 y tres medallas en el Campeonato Europeo de Saltos Ecuestres, en los años 1977 y 1981.

## Palmarés internacional
| Campeonato Mundial | Campeonato Mundial | Campeonato Mundial | Campeonato Mundial |
| Año                | Lugar              | Medalla            | Categoría          |
| ------------------ | ------------------ | ------------------ | ------------------ |
| 1978               | Aquisgrán (RFA)    | Medalla de plata   | Por equipos        |
| Campeonato Europeo |                    |                    |                    |
| Año                | Lugar              | Medalla            | Categoría          |
| 1977               | Viena (Austria)    | Medalla de oro     | Individual         |
| 1977               | Viena (Austria)    | Medalla de oro     | Por equipos        |
| 1981               | Múnich (RFA)       | Medalla de bronce  | Por equipos        |